# Giro de Sicília 2019
El Giro de Sicília 2019, 24a edició del Giro de Sicília, es va disputar entre el 3 i el 6 d'abril de 2019. La cura formava part del del calendari UCI Europa Tour 2019 en categoria 2.1 i feia 42 anys que no es disputava. El darrer vencedor havia estat Giuseppe Saronni el 1977.
Brandon McNulty (Rally UHC Cycling) fou el vencedor final, amb 42 segons sobre Guillaume Martin (Wanty-Gobert) i 56 sobre Fausto Masnada (Androni Giocattoli-Sidermec), segon i tercer respectivament. McNulty també guanyà la classificació dels joves, mentre Manuel Belletti (Androni Giocattoli-Sidermec) guanyava la classificació dels punts i Masnada la de la muntanya.

## Equips
En aquesta edició hi van prendre part 18 equips: 1 UCI World Tour, 10 equips continentals professionals i 7 equips continentals:
| WorldTeam- UAE Team Emirates Equips continentals professionals (10)- Androni Giocattoli-Sidermec - Bardiani CSF - Delko-Marseille Provence - Gazprom-RusVelo - Israel Cycling Academy - Neri Sottoli-Selle Italia-KTM - Nippo Vini Fantini Faizanè - Rally UHC Cycling - Riwal Readynez - Wanty-Groupe Gobert Equips continentals (7)- Amore & Vita-Prodir - Coldeportes Bicicletas Strongman - D'Amico-UM Tools - Giotti Victoria-Palomar - Kometa - Sangemini-Trevigiani-MG.Kvis - Team Colpack |
| |

## Etapes
| Etapa    | Data     | Ciutats d'etapa         | type                    | Distància (km) | Vencedor de l'etapa  | Líder de la general  |
| -------- | -------- | ----------------------- | ----------------------- | -------------- | -------------------- | -------------------- |
| 1a etapa | 3 de abr | Catània – Milazzo       | etapa plana             | 165            | Riccardo Stacchiotti | Riccardo Stacchiotti |
| 2a etapa | 4 de abr | Capo d'Orlando – Palerm | etapa de mitja muntanya | 236            | Manuel Belletti      | Manuel Belletti      |
| 3a etapa | 5 de abr | Caltanissetta – Ragusa  | etapa de mitja muntanya | 188            | Brandon McNulty      | Brandon McNulty      |
| 4a etapa | 6 de abr | Giardini-Naxos – Etna   | etapa de muntanya       | 119            | Guillaume Martin     | Brandon McNulty      |

### Etapa 1
| \| Classificació de l'etapa \| Classificació de l'etapa \| Classificació de l'etapa \| Classificació de l'etapa \| Classificació de l'etapa \| \| Corredor \| Corredor \| Equip \| Temps \| \| \| ------------------------ \| -------------------------- \| ----------------------------- \| ------------------------ \| ------------------------ \| \| 1r \| Riccardo Stacchiotti \| Giotti Victoria-Palomar \| 3h 48' 02" \| \| \| 2n \| Manuel Belletti \| Androni Giocattoli-Sidermec \| + 0" \| \| \| 3r \| Luca Pacioni \| Neri Sottoli-Selle Italia-KTM \| + 0" \| \| \| 4t \| Serguei Xílov \| Gazprom-RusVelo \| + 0" \| \| \| 5è \| Sebastián Molano Benavides \| UAE Team Emirates \| + 0" \| \| \| 6è \| Iuri Filosi \| Delko Marseille Provence \| + 0" \| \| \| 7è \| Marco Tizza \| Amore & Vita-Prodir \| + 0" \| \| \| 8è \| Vincenzo Albanese \| Bardiani CSF \| + 0" \| \| \| 9è \| Damiano Cima \| Nippo-Vini Fantini-Faizanè \| + 0" \| \| \| 10è \| Colin Joyce \| Rally UHC Cycling \| + 0" \| \| |                            |                               |            |
| |                            |                               |            |
| Font: ProCyclingStats |                            |                               |            |
| Classificació de l'etapa |                            |                               |            |
| Corredor | Corredor                   | Equip                         | Temps      |
| 1r | Riccardo Stacchiotti       | Giotti Victoria-Palomar       | 3h 48' 02" |
| 2n | Manuel Belletti            | Androni Giocattoli-Sidermec   | + 0"       |
| 3r | Luca Pacioni               | Neri Sottoli-Selle Italia-KTM | + 0"       |
| 4t | Serguei Xílov              | Gazprom-RusVelo               | + 0"       |
| 5è | Sebastián Molano Benavides | UAE Team Emirates             | + 0"       |
| 6è | Iuri Filosi                | Delko Marseille Provence      | + 0"       |
| 7è | Marco Tizza                | Amore & Vita-Prodir           | + 0"       |
| 8è | Vincenzo Albanese          | Bardiani CSF                  | + 0"       |
| 9è | Damiano Cima               | Nippo-Vini Fantini-Faizanè    | + 0"       |
| 10è | Colin Joyce                | Rally UHC Cycling             | + 0"       |

| \| Classificació general \| Classificació general \| Classificació general \| Classificació general \| Classificació general \| \| Corredor \| Corredor \| Equip \| Temps \| \| \| --------------------- \| -------------------------- \| ----------------------------- \| --------------------- \| --------------------- \| \| 1r \| Riccardo Stacchiotti \| Giotti Victoria-Palomar \| 3h 47' 52" \| \| \| 2n \| Manuel Belletti \| Androni Giocattoli-Sidermec \| + 4" \| \| \| 3r \| Luca Pacioni \| Neri Sottoli-Selle Italia-KTM \| + 6" \| \| \| 4t \| Krister Hagen \| Riwal Readynez \| + 7" \| \| \| 5è \| Serguei Xílov \| Gazprom-RusVelo \| + 10" \| \| \| 6è \| Sebastián Molano Benavides \| UAE Team Emirates \| + 10" \| \| \| 7è \| Iuri Filosi \| Delko Marseille Provence \| + 10" \| \| \| 8è \| Marco Tizza \| Amore & Vita-Prodir \| + 10" \| \| \| 9è \| Vincenzo Albanese \| Bardiani CSF \| + 10" \| \| \| 10è \| Damiano Cima \| Nippo-Vini Fantini-Faizanè \| + 10" \| \| |                            |                               |            |
| |                            |                               |            |
| Font: ProCyclingStats |                            |                               |            |
| Classificació general |                            |                               |            |
| Corredor | Corredor                   | Equip                         | Temps      |
| 1r | Riccardo Stacchiotti       | Giotti Victoria-Palomar       | 3h 47' 52" |
| 2n | Manuel Belletti            | Androni Giocattoli-Sidermec   | + 4"       |
| 3r | Luca Pacioni               | Neri Sottoli-Selle Italia-KTM | + 6"       |
| 4t | Krister Hagen              | Riwal Readynez                | + 7"       |
| 5è | Serguei Xílov              | Gazprom-RusVelo               | + 10"      |
| 6è | Sebastián Molano Benavides | UAE Team Emirates             | + 10"      |
| 7è | Iuri Filosi                | Delko Marseille Provence      | + 10"      |
| 8è | Marco Tizza                | Amore & Vita-Prodir           | + 10"      |
| 9è | Vincenzo Albanese          | Bardiani CSF                  | + 10"      |
| 10è | Damiano Cima               | Nippo-Vini Fantini-Faizanè    | + 10"      |

### Etapa 2
| \| Classificació de l'etapa \| Classificació de l'etapa \| Classificació de l'etapa \| Classificació de l'etapa \| Classificació de l'etapa \| \| Corredor \| Corredor \| Equip \| Temps \| \| \| ------------------------ \| -------------------------- \| ----------------------------- \| ------------------------ \| ------------------------ \| \| 1r \| Manuel Belletti \| Androni Giocattoli-Sidermec \| 6h 16' 16" \| \| \| 2n \| Riccardo Stacchiotti \| Giotti Victoria-Palomar \| + 0" \| \| \| 3r \| Sebastián Molano Benavides \| UAE Team Emirates \| + 0" \| \| \| 4t \| Riccardo Minali \| Israel Cycling Academy \| + 0" \| \| \| 5è \| Colin Joyce \| Rally UHC Cycling \| + 0" \| \| \| 6è \| Serguei Xílov \| Gazprom-RusVelo \| + 0" \| \| \| 7è \| Paolo Totò \| Unieuro Trevigiani-Hemus 1896 \| + 0" \| \| \| 8è \| Emanuele Onesti \| Giotti Victoria-Palomar \| + 0" \| \| \| 9è \| Marco Tizza \| Amore & Vita-Prodir \| + 0" \| \| \| 10è \| Marco Bernardinetti \| Amore & Vita-Prodir \| + 0" \| \| |                            |                               |            |
| |                            |                               |            |
| Font: ProCyclingStats |                            |                               |            |
| Classificació de l'etapa |                            |                               |            |
| Corredor | Corredor                   | Equip                         | Temps      |
| 1r | Manuel Belletti            | Androni Giocattoli-Sidermec   | 6h 16' 16" |
| 2n | Riccardo Stacchiotti       | Giotti Victoria-Palomar       | + 0"       |
| 3r | Sebastián Molano Benavides | UAE Team Emirates             | + 0"       |
| 4t | Riccardo Minali            | Israel Cycling Academy        | + 0"       |
| 5è | Colin Joyce                | Rally UHC Cycling             | + 0"       |
| 6è | Serguei Xílov              | Gazprom-RusVelo               | + 0"       |
| 7è | Paolo Totò                 | Unieuro Trevigiani-Hemus 1896 | + 0"       |
| 8è | Emanuele Onesti            | Giotti Victoria-Palomar       | + 0"       |
| 9è | Marco Tizza                | Amore & Vita-Prodir           | + 0"       |
| 10è | Marco Bernardinetti        | Amore & Vita-Prodir           | + 0"       |

| \| Classificació general \| Classificació general \| Classificació general \| Classificació general \| Classificació general \| \| Corredor \| Corredor \| Equip \| Temps \| \| \| --------------------- \| -------------------------- \| ----------------------------- \| --------------------- \| --------------------- \| \| 1r \| Manuel Belletti \| Androni Giocattoli-Sidermec \| 9h 47' 02" \| \| \| 2n \| Riccardo Stacchiotti \| Giotti Victoria-Palomar \| + 0" \| \| \| 3r \| Sebastián Molano Benavides \| UAE Team Emirates \| + 12" \| \| \| 4t \| Luca Pacioni \| Neri Sottoli-Selle Italia-KTM \| + 12" \| \| \| 5è \| Krister Hagen \| Riwal Readynez \| + 13" \| \| \| 6è \| Andreas Kron \| Riwal Readynez \| + 13" \| \| \| 7è \| Andrea Toniatti \| Colpack \| + 14" \| \| \| 8è \| Viesturs Lukševics \| Amore & Vita-Prodir \| + 15" \| \| \| 9è \| Serguei Xílov \| Gazprom-RusVelo \| + 16" \| \| \| 10è \| Colin Joyce \| Rally UHC Cycling \| + 16" \| \| |                            |                               |            |
| |                            |                               |            |
| Font: ProCyclingStats |                            |                               |            |
| Classificació general |                            |                               |            |
| Corredor | Corredor                   | Equip                         | Temps      |
| 1r | Manuel Belletti            | Androni Giocattoli-Sidermec   | 9h 47' 02" |
| 2n | Riccardo Stacchiotti       | Giotti Victoria-Palomar       | + 0"       |
| 3r | Sebastián Molano Benavides | UAE Team Emirates             | + 12"      |
| 4t | Luca Pacioni               | Neri Sottoli-Selle Italia-KTM | + 12"      |
| 5è | Krister Hagen              | Riwal Readynez                | + 13"      |
| 6è | Andreas Kron               | Riwal Readynez                | + 13"      |
| 7è | Andrea Toniatti            | Colpack                       | + 14"      |
| 8è | Viesturs Lukševics         | Amore & Vita-Prodir           | + 15"      |
| 9è | Serguei Xílov              | Gazprom-RusVelo               | + 16"      |
| 10è | Colin Joyce                | Rally UHC Cycling             | + 16"      |

### Etapa 3
| \| Classificació de l'etapa \| Classificació de l'etapa \| Classificació de l'etapa \| Classificació de l'etapa \| Classificació de l'etapa \| \| Corredor \| Corredor \| Equip \| Temps \| \| \| ------------------------ \| ------------------------ \| ----------------------------- \| ------------------------ \| ------------------------ \| \| 1r \| Brandon McNulty \| Rally UHC Cycling \| 4h 42' 28" \| \| \| 2n \| Odd Christian Eiking \| Wanty-Gobert \| + 55" \| \| \| 3r \| Giovanni Visconti \| Neri Sottoli-Selle Italia-KTM \| + 56" \| \| \| 4t \| Federico Zurlo \| Giotti Victoria-Palomar \| + 56" \| \| \| 5è \| Paolo Totò \| Unieuro Trevigiani-Hemus 1896 \| + 56" \| \| \| 6è \| Matteo Montaguti \| Androni Giocattoli-Sidermec \| + 56" \| \| \| 7è \| Jan Polanc \| UAE Team Emirates \| + 56" \| \| \| 8è \| Simone Petilli \| UAE Team Emirates \| + 56" \| \| \| 9è \| Guillaume Martin \| Wanty-Gobert \| + 56" \| \| \| 10è \| Fausto Masnada \| Androni Giocattoli-Sidermec \| + 56" \| \| |                      |                               |            |
| |                      |                               |            |
| Font: ProCyclingStats |                      |                               |            |
| Classificació de l'etapa |                      |                               |            |
| Corredor | Corredor             | Equip                         | Temps      |
| 1r | Brandon McNulty      | Rally UHC Cycling             | 4h 42' 28" |
| 2n | Odd Christian Eiking | Wanty-Gobert                  | + 55"      |
| 3r | Giovanni Visconti    | Neri Sottoli-Selle Italia-KTM | + 56"      |
| 4t | Federico Zurlo       | Giotti Victoria-Palomar       | + 56"      |
| 5è | Paolo Totò           | Unieuro Trevigiani-Hemus 1896 | + 56"      |
| 6è | Matteo Montaguti     | Androni Giocattoli-Sidermec   | + 56"      |
| 7è | Jan Polanc           | UAE Team Emirates             | + 56"      |
| 8è | Simone Petilli       | UAE Team Emirates             | + 56"      |
| 9è | Guillaume Martin     | Wanty-Gobert                  | + 56"      |
| 10è | Fausto Masnada       | Androni Giocattoli-Sidermec   | + 56"      |

| \| Classificació general \| Classificació general \| Classificació general \| Classificació general \| Classificació general \| \| Corredor \| Corredor \| Equip \| Temps \| \| \| --------------------- \| --------------------- \| ----------------------------- \| --------------------- \| --------------------- \| \| 1r \| Brandon McNulty \| Rally UHC Cycling \| 14h 29' 36" \| \| \| 2n \| Odd Christian Eiking \| Wanty-Gobert \| + 59" \| \| \| 3r \| Giovanni Visconti \| Neri Sottoli-Selle Italia-KTM \| + 1' 02" \| \| \| 4t \| Marco Tizza \| Amore & Vita-Prodir \| + 1' 06" \| \| \| 5è \| Paolo Totò \| Unieuro Trevigiani-Hemus 1896 \| + 1' 06" \| \| \| 6è \| Guillaume Martin \| Wanty-Gobert \| + 1' 06" \| \| \| 7è \| Jan Polanc \| UAE Team Emirates \| + 1' 06" \| \| \| 8è \| Matteo Montaguti \| Androni Giocattoli-Sidermec \| + 1' 06" \| \| \| 9è \| Aleksandr Vlàssov \| Gazprom-RusVelo \| + 1' 06" \| \| \| 10è \| Simone Petilli \| UAE Team Emirates \| + 1' 06" \| \| |                      |                               |             |
| |                      |                               |             |
| Font: ProCyclingStats |                      |                               |             |
| Classificació general |                      |                               |             |
| Corredor | Corredor             | Equip                         | Temps       |
| 1r | Brandon McNulty      | Rally UHC Cycling             | 14h 29' 36" |
| 2n | Odd Christian Eiking | Wanty-Gobert                  | + 59"       |
| 3r | Giovanni Visconti    | Neri Sottoli-Selle Italia-KTM | + 1' 02"    |
| 4t | Marco Tizza          | Amore & Vita-Prodir           | + 1' 06"    |
| 5è | Paolo Totò           | Unieuro Trevigiani-Hemus 1896 | + 1' 06"    |
| 6è | Guillaume Martin     | Wanty-Gobert                  | + 1' 06"    |
| 7è | Jan Polanc           | UAE Team Emirates             | + 1' 06"    |
| 8è | Matteo Montaguti     | Androni Giocattoli-Sidermec   | + 1' 06"    |
| 9è | Aleksandr Vlàssov    | Gazprom-RusVelo               | + 1' 06"    |
| 10è | Simone Petilli       | UAE Team Emirates             | + 1' 06"    |

### Etapa 4
| \| Classificació de l'etapa \| Classificació de l'etapa \| Classificació de l'etapa \| Classificació de l'etapa \| Classificació de l'etapa \| \| Corredor \| Corredor \| Equip \| Temps \| \| \| ------------------------ \| ------------------------ \| ----------------------------- \| ------------------------ \| ------------------------ \| \| 1r \| Guillaume Martin \| Wanty-Gobert \| 3h 37' 34" \| \| \| 2n \| Fausto Masnada \| Androni Giocattoli-Sidermec \| + 10" \| \| \| 3r \| Dayer Quintana Rojas \| Neri Sottoli-Selle Italia-KTM \| + 13" \| \| \| 4t \| Brandon McNulty \| Rally UHC Cycling \| + 14" \| \| \| 5è \| Aleksandr Vlàssov \| Gazprom-RusVelo \| + 22" \| \| \| 6è \| Giovanni Visconti \| Neri Sottoli-Selle Italia-KTM \| + 36" \| \| \| 7è \| Jan Polanc \| UAE Team Emirates \| + 42" \| \| \| 8è \| Matteo Badilatti \| Israel Cycling Academy \| + 44" \| \| \| 9è \| Michel Ries \| Kometa \| + 56" \| \| \| 10è \| Mauro Finetto \| Delko Marseille Provence \| + 1' 11" \| \| |                      |                               |            |
| |                      |                               |            |
| Font: ProCyclingStats |                      |                               |            |
| Classificació de l'etapa |                      |                               |            |
| Corredor | Corredor             | Equip                         | Temps      |
| 1r | Guillaume Martin     | Wanty-Gobert                  | 3h 37' 34" |
| 2n | Fausto Masnada       | Androni Giocattoli-Sidermec   | + 10"      |
| 3r | Dayer Quintana Rojas | Neri Sottoli-Selle Italia-KTM | + 13"      |
| 4t | Brandon McNulty      | Rally UHC Cycling             | + 14"      |
| 5è | Aleksandr Vlàssov    | Gazprom-RusVelo               | + 22"      |
| 6è | Giovanni Visconti    | Neri Sottoli-Selle Italia-KTM | + 36"      |
| 7è | Jan Polanc           | UAE Team Emirates             | + 42"      |
| 8è | Matteo Badilatti     | Israel Cycling Academy        | + 44"      |
| 9è | Michel Ries          | Kometa                        | + 56"      |
| 10è | Mauro Finetto        | Delko Marseille Provence      | + 1' 11"   |

## Classificacions finals

### Classificació final
| \| Classificació general \| Classificació general \| Classificació general \| Classificació general \| Classificació general \| \| Corredor \| Corredor \| Equip \| Temps \| \| \| --------------------- \| --------------------- \| ----------------------------- \| --------------------- \| --------------------- \| \| 1r \| Brandon McNulty \| Rally UHC Cycling \| 18h 07' 24" \| \| \| 2n \| Guillaume Martin \| Wanty-Gobert \| + 42" \| \| \| 3r \| Fausto Masnada \| Androni Giocattoli-Sidermec \| + 56" \| \| \| 4t \| Aleksandr Vlàssov \| Gazprom-RusVelo \| + 1' 11" \| \| \| 5è \| Giovanni Visconti \| Neri Sottoli-Selle Italia-KTM \| + 1' 24" \| \| \| 6è \| Jan Polanc \| UAE Team Emirates \| + 1' 34" \| \| \| 7è \| Dayer Quintana Rojas \| Neri Sottoli-Selle Italia-KTM \| + 2' 02" \| \| \| 8è \| Mauro Finetto \| Delko Marseille Provence \| + 2' 03" \| \| \| 9è \| Michel Ries \| Kometa \| + 2' 11" \| \| \| 10è \| Simone Petilli \| UAE Team Emirates \| + 2' 16" \| \| |                      |                               |             |
| |                      |                               |             |
| Font: ProCyclingStats |                      |                               |             |
| Classificació general |                      |                               |             |
| Corredor | Corredor             | Equip                         | Temps       |
| 1r | Brandon McNulty      | Rally UHC Cycling             | 18h 07' 24" |
| 2n | Guillaume Martin     | Wanty-Gobert                  | + 42"       |
| 3r | Fausto Masnada       | Androni Giocattoli-Sidermec   | + 56"       |
| 4t | Aleksandr Vlàssov    | Gazprom-RusVelo               | + 1' 11"    |
| 5è | Giovanni Visconti    | Neri Sottoli-Selle Italia-KTM | + 1' 24"    |
| 6è | Jan Polanc           | UAE Team Emirates             | + 1' 34"    |
| 7è | Dayer Quintana Rojas | Neri Sottoli-Selle Italia-KTM | + 2' 02"    |
| 8è | Mauro Finetto        | Delko Marseille Provence      | + 2' 03"    |
| 9è | Michel Ries          | Kometa                        | + 2' 11"    |
| 10è | Simone Petilli       | UAE Team Emirates             | + 2' 16"    |

### Classificacions secundàries
| Classificació per punts | Classificació per punts | Classificació per punts       | Classificació per punts | Classificació per punts |
| Corredor                | Corredor                | Equip                         | Punts                   |                         |
| ----------------------- | ----------------------- | ----------------------------- | ----------------------- | ----------------------- |
| 1r                      | Manuel Belletti         | Androni Giocattoli-Sidermec   | 25 pts                  |                         |
| 2n                      | Brandon McNulty         | Rally UHC Cycling             | 19 pts                  |                         |
| 3r                      | Guillaume Martin        | Wanty-Gobert                  | 14 pts                  |                         |
| 4t                      | Giovanni Visconti       | Neri Sottoli-Selle Italia-KTM | 13 pts                  |                         |
| 5è                      | Serguei Xílov           | Gazprom-RusVelo               | 12 pts                  |                         |
| 6è                      | Aleksandr Vlàssov       | Gazprom-RusVelo               | 11 pts                  |                         |
| 7è                      | Fausto Masnada          | Androni Giocattoli-Sidermec   | 11 pts                  |                         |
| 8è                      | Odd Christian Eiking    | Wanty-Gobert                  | 10 pts                  |                         |
| 9è                      | Paolo Totò              | Unieuro Trevigiani-Hemus 1896 | 10 pts                  |                         |
| 10è                     | Colin Joyce             | Rally UHC Cycling             | 9 pts                   |                         |

| Classificació per punts | Classificació per punts | Classificació per punts       | Classificació per punts | Classificació per punts |
| Corredor                | Corredor                | Equip                         | Punts                   |                         |
| ----------------------- | ----------------------- | ----------------------------- | ----------------------- | ----------------------- |
| 1r                      | Manuel Belletti         | Androni Giocattoli-Sidermec   | 25 pts                  |                         |
| 2n                      | Brandon McNulty         | Rally UHC Cycling             | 19 pts                  |                         |
| 3r                      | Guillaume Martin        | Wanty-Gobert                  | 14 pts                  |                         |
| 4t                      | Giovanni Visconti       | Neri Sottoli-Selle Italia-KTM | 13 pts                  |                         |
| 5è                      | Serguei Xílov           | Gazprom-RusVelo               | 12 pts                  |                         |
| 6è                      | Aleksandr Vlàssov       | Gazprom-RusVelo               | 11 pts                  |                         |
| 7è                      | Fausto Masnada          | Androni Giocattoli-Sidermec   | 11 pts                  |                         |
| 8è                      | Odd Christian Eiking    | Wanty-Gobert                  | 10 pts                  |                         |
| 9è                      | Paolo Totò              | Unieuro Trevigiani-Hemus 1896 | 10 pts                  |                         |
| 10è                     | Colin Joyce             | Rally UHC Cycling             | 9 pts                   |                         |

| Classificació de la muntanya | Classificació de la muntanya | Classificació de la muntanya  | Classificació de la muntanya | Classificació de la muntanya |
| Corredor                     | Corredor                     | Equip                         | Punts                        |                              |
| ---------------------------- | ---------------------------- | ----------------------------- | ---------------------------- | ---------------------------- |
| 1r                           | Fausto Masnada               | Androni Giocattoli-Sidermec   | 27 pts                       |                              |
| 2n                           | Guillaume Martin             | Wanty-Gobert                  | 20 pts                       |                              |
| 3r                           | Brandon McNulty              | Rally UHC Cycling             | 12 pts                       |                              |
| 4t                           | Aleksandr Vlàssov            | Gazprom-RusVelo               | 12 pts                       |                              |
| 5è                           | Simone Petilli               | UAE Team Emirates             | 10 pts                       |                              |
| 6è                           | Dayer Quintana Rojas         | Neri Sottoli-Selle Italia-KTM | 9 pts                        |                              |
| 7è                           | Fabien Doubey                | Wanty-Gobert                  | 5 pts                        |                              |
| 8è                           | Isaac Cantón                 | Kometa                        | 5 pts                        |                              |
| 9è                           | Diego Sevilla                | Kometa                        | 5 pts                        |                              |
| 10è                          | Giovanni Visconti            | Neri Sottoli-Selle Italia-KTM | 3 pts                        |                              |

| Classificació de la muntanya | Classificació de la muntanya | Classificació de la muntanya  | Classificació de la muntanya | Classificació de la muntanya |
| Corredor                     | Corredor                     | Equip                         | Punts                        |                              |
| ---------------------------- | ---------------------------- | ----------------------------- | ---------------------------- | ---------------------------- |
| 1r                           | Fausto Masnada               | Androni Giocattoli-Sidermec   | 27 pts                       |                              |
| 2n                           | Guillaume Martin             | Wanty-Gobert                  | 20 pts                       |                              |
| 3r                           | Brandon McNulty              | Rally UHC Cycling             | 12 pts                       |                              |
| 4t                           | Aleksandr Vlàssov            | Gazprom-RusVelo               | 12 pts                       |                              |
| 5è                           | Simone Petilli               | UAE Team Emirates             | 10 pts                       |                              |
| 6è                           | Dayer Quintana Rojas         | Neri Sottoli-Selle Italia-KTM | 9 pts                        |                              |
| 7è                           | Fabien Doubey                | Wanty-Gobert                  | 5 pts                        |                              |
| 8è                           | Isaac Cantón                 | Kometa                        | 5 pts                        |                              |
| 9è                           | Diego Sevilla                | Kometa                        | 5 pts                        |                              |
| 10è                          | Giovanni Visconti            | Neri Sottoli-Selle Italia-KTM | 3 pts                        |                              |

| Classificació del millor jove | Classificació del millor jove | Classificació del millor jove    | Classificació del millor jove | Classificació del millor jove |
| Corredor                      | Corredor                      | Equip                            | Temps                         |                               |
| ----------------------------- | ----------------------------- | -------------------------------- | ----------------------------- | ----------------------------- |
| 1r                            | Brandon McNulty               | Rally UHC Cycling                | 18h 07' 24"                   |                               |
| 2n                            | Aleksandr Vlàssov             | Gazprom-RusVelo                  | + 1' 11"                      |                               |
| 3r                            | Diego Sevilla                 | Kometa                           | + 2' 11"                      |                               |
| 4t                            | Odd Christian Eiking          | Wanty-Gobert                     | + 3' 25"                      |                               |
| 5è                            | Juan Pedro López              | Kometa                           | + 3' 36"                      |                               |
| 6è                            | Alejandro Osorio              | Nippo-Vini Fantini-Faizanè       | + 3' 58"                      |                               |
| 7è                            | Simone Velasco                | Neri Sottoli-Selle Italia-KTM    | + 4' 08"                      |                               |
| 8è                            | Federico Zurlo                | Giotti Victoria-Palomar          | + 5' 02"                      |                               |
| 9è                            | Jonathan Cañaveral            | Coldeportes Bicicletas Strongman | + 5' 11"                      |                               |
| 10è                           | Stefano Oldani                | Kometa                           | + 6' 24"                      |                               |

| Classificació del millor jove | Classificació del millor jove | Classificació del millor jove    | Classificació del millor jove | Classificació del millor jove |
| Corredor                      | Corredor                      | Equip                            | Temps                         |                               |
| ----------------------------- | ----------------------------- | -------------------------------- | ----------------------------- | ----------------------------- |
| 1r                            | Brandon McNulty               | Rally UHC Cycling                | 18h 07' 24"                   |                               |
| 2n                            | Aleksandr Vlàssov             | Gazprom-RusVelo                  | + 1' 11"                      |                               |
| 3r                            | Diego Sevilla                 | Kometa                           | + 2' 11"                      |                               |
| 4t                            | Odd Christian Eiking          | Wanty-Gobert                     | + 3' 25"                      |                               |
| 5è                            | Juan Pedro López              | Kometa                           | + 3' 36"                      |                               |
| 6è                            | Alejandro Osorio              | Nippo-Vini Fantini-Faizanè       | + 3' 58"                      |                               |
| 7è                            | Simone Velasco                | Neri Sottoli-Selle Italia-KTM    | + 4' 08"                      |                               |
| 8è                            | Federico Zurlo                | Giotti Victoria-Palomar          | + 5' 02"                      |                               |
| 9è                            | Jonathan Cañaveral            | Coldeportes Bicicletas Strongman | + 5' 11"                      |                               |
| 10è                           | Stefano Oldani                | Kometa                           | + 6' 24"                      |                               |

## Evolució de les classificacions
| Etapa                  | Vencedor               | Classificació general | Classificació de la muntanya | Classificació per punts | Classificació dels joves |
| ---------------------- | ---------------------- | --------------------- | ---------------------------- | ----------------------- | ------------------------ |
| 1                      | Riccardo Stacchiotti   | Riccardo Stacchiotti  | Isaac Cantón                 | Riccardo Stacchiotti    | Sebastián Molano         |
| 2                      | Manuel Belletti        | Manuel Belletti       | Isaac Cantón                 | Manuel Belletti         | Sebastián Molano         |
| 3                      | Brandon McNulty        | Brandon McNulty       | Fausto Masnada               | Manuel Belletti         | Brandon McNulty          |
| 4                      | Guillaume Martin       | Brandon McNulty       | Fausto Masnada               | Manuel Belletti         | Brandon McNulty          |
| Classificacions finals | Classificacions finals | Brandon McNulty       | Fausto Masnada               | Manuel Belletti         | Brandon McNulty          |